# Eleições presidenciais na Nicarágua em 1996
Eleições gerais foram realizadas na Nicarágua em 20 de outubro de 1996. Arnoldo Alemán da Aliança Liberal (uma coalizão do Partido Liberal Constitucionalista, Partido Liberal Independente para a Unidade Nacional, Partido Liberal Nacionalista e Partido Neoliberal) foi eleito Presidente, com a Aliança Liberal também conquistando 42 dos 93 assentos na Assembleia Nacional.

## Resultados

### Presidente
| Candidato                            | Partido                                                                      | Votos     | %      |
| ------------------------------------ | ---------------------------------------------------------------------------- | --------- | ------ |
| Arnoldo Alemán                       | Partido Liberal Constitucionalista                                           | 896,207   | 50.99  |
| Daniel Ortega                        | Frente Sandinista de Libertação Nacional                                     | 664,909   | 37.83  |
| Guillermo Antonio Osorno Molina      | Partido Nicaráguense do Caminho Cristão                                      | 71,908    | 4.09   |
| Noel José Vidaurre Argüello          | Partido Conservador                                                          | 39,983    | 2.27   |
| Benjamin Ramón Lanzas Selva          | Projeto Nacional                                                             | 9,265     | 0.53   |
| Sergio Ramírez                       | Movimento de Renovação Sandinista                                            | 7,665     | 0.44   |
| Francisco José Mayorga Balladares    | Aliança pão e força (PAN–ASR)                                                | 7,102     | 0.40   |
| Francisco José Duarte Tapia          | Ação Nacional Conservadora                                                   | 6,178     | 0.35   |
| Edgar Enrique Quiñónes Tuckler       | Partido da Resistência da Nicarágua                                          | 5,813     | 0.33   |
| Andrés Abelino Robles Pérez          | Partido de Unidade de Trabalhadores, Camponeses e Profissionais da Nicarágua | 5,789     | 0.33   |
| Virgílio Godoy                       | Partido Liberal Independente                                                 | 5,692     | 0.32   |
| Jorge Alberto Díaz Cruz              | Partido Nacional da Justiça                                                  | 5,582     | 0.32   |
| Alejandro Serrano Caldera            | Aliança de Unidade                                                           | 4,873     | 0.28   |
| Elí Altamirano                       | Partido Comunista da Nicarágua                                               | 4,802     | 0.27   |
| Miriam Auxiliadora Argüello Morales  | Aliança Conservadora Popular                                                 | 4,632     | 0.26   |
| Ausberto Narváez Argüello            | Partido da Unidade Liberal                                                   | 3,887     | 0.22   |
| Alfredo César Aguirre                | Aliança UNO-96 (PND-MAC–MDN)                                                 | 3,664     | 0.21   |
| Allan Antonio Tefel Alba             | Movimento Nacional de Renovação                                              | 2,641     | 0.15   |
| James Odnith Webster Pitts           | Partido da Ação Democrática                                                  | 1,895     | 0.11   |
| Sérgio Abílio Mendieta Castillo      | Partido Integracionista Centro-Americano                                     | 1,653     | 0.09   |
| Issa Moises Hassán Morales           | Renovação do Movimento de Ação                                               | 1,393     | 0.08   |
| Gustavo Ernesto Tablada Zelaya       | Partido Socialista nicaraguense                                              | 1,352     | 0.08   |
| Roberto Urcuyo Muñoz                 | Partido Democrático da Nicarágua                                             | 890       | 0.05   |
| Total                                | Total                                                                        | 1,757,775 | 100.00 |
|                                      |                                                                              |           |        |
| Votos válidos                        | Votos válidos                                                                | 1,757,775 | 95.05  |
| Votos inválidos/em branco            | Votos inválidos/em branco                                                    | 91,587    | 4.95   |
| Total de votos                       | Total de votos                                                               | 1,849,362 | 100.00 |
| Eleitores registrados/comparecimento | Eleitores registrados/comparecimento                                         | 2,421,067 | 76.39  |
| Fonte: Nohlen                        |                                                                              |           |        |

### Assembleia Nacional
| Partido                                                                      | Nacional  | Nacional | Nacional | Departamental | Departamental | Departamental | Total de assentos |
| Partido                                                                      | Votos     | %        | Assentos | Votos         | %             | Assentos      | Total de assentos |
| ---------------------------------------------------------------------------- | --------- | -------- | -------- | ------------- | ------------- | ------------- | ----------------- |
| Aliança Liberal (PLC-PLIUN-PLN-Partido Neoliberal)                           | 789,533   | 45.97    | 9        | 781,068       | 45.25         | 33            | 42                |
| Frente Sandinista de Libertação Nacional                                     | 629,178   | 36.64    | 8        | 629,939       | 36.49         | 27            | 36                |
| Partido Nicaraguense do Caminho Cristão                                      | 63,867    | 3.72     | 1        | 63,986        | 3.71          | 2             | 4                 |
| Projeto Nacional                                                             | 40,656    | 2.37     | 1        | 36,417        | 2.11          | 1             | 2                 |
| Partido Conservador                                                          | 36,543    | 2.13     | 1        | 39,153        | 2.27          | 1             | 3                 |
| Movimento de Renovação Sandinista                                            | 22,789    | 1.33     | 0        | 23,554        | 1.36          | 1             | 1                 |
| Partido da Resistência da Nicarágua                                          | 21,068    | 1.23     | 0        | 27,970        | 1.62          | 1             | 1                 |
| Aliança de Unidade                                                           | 14,001    | 0.82     | 0        | 13,848        | 0.80          | 1             | 1                 |
| Partido Liberal Independente                                                 | 12,459    | 0.73     | 0        | 13,697        | 0.79          | 1             | 1                 |
| Aliança UNO-96 (PND-MAC–MDN)                                                 | 10,706    | 0.62     | 0        | 12,720        | 0.74          | 1             | 1                 |
| Ação Nacional Conservadora                                                   | 9,811     | 0.57     | 0        | 13,011        | 0.75          | 0             | 0                 |
| Partido da Ação Nacional                                                     | 9,724     | 0.57     | 0        | 12,016        | 0.70          | 0             | 0                 |
| Partido Nacional da Justiça                                                  | 8,155     | 0.47     | 0        | 8,527         | 0.49          | 0             | 0                 |
| Partido da Unidade Liberal                                                   | 7,531     | 0.44     | 0        | 9,893         | 0.57          | 0             | 0                 |
| Aliança Conservadora Popular                                                 | 6,726     | 0.39     | 0        | 6,335         | 0.37          | 1             | 1                 |
| Partido Comunista da Nicarágua                                               | 6,360     | 0.37     | 0        | 6,970         | 0.40          | 0             | 0                 |
| Partido de Unidade de Trabalhadores, Camponeses e Profissionais da Nicarágua | 5,641     | 0.33     | 0        | 5,067         | 0.29          | 0             | 0                 |
| Partido da Ação Democrática                                                  | 5,272     | 0.31     | 0        | 6,254         | 0.36          | 0             | 0                 |
| Movimento Nacional de Renovação                                              | 4,988     | 0.29     | 0        | 3,788         | 0.22          | 0             | 0                 |
| Partido Socialista nicaraguense                                              | 2,980     | 0.17     | 0        | 3,228         | 0.19          | 0             | 0                 |
| Partido Integracionista Centro-Americano                                     | 2,834     | 0.17     | 0        | 2,406         | 0.14          | 0             | 0                 |
| Movimento de Ação Popular Marxista-Leninista                                 | 2,446     | 0.14     | 0        | 520           | 0.03          | 0             | 0                 |
| Renovação do Movimento de Ação                                               | 2,418     | 0.14     | 0        | 2,992         | 0.17          | 0             | 0                 |
| Aliança Democrática da Nicarágua                                             | 1,730     | 0.10     | 0        | 2,060         | 0.12          | 0             | 0                 |
| Partido Social Democrata                                                     |           |          |          | 724           | 0.04          | 0             | 0                 |
| Total                                                                        | 1,717,416 | 100.00   | 20       | 1,726,143     | 100.00        | 70            | 93                |
|                                                                              |           |          |          |               |               |               |                   |
| Votos válidos                                                                | 1,717,416 | 93.81    |          | 1,726,143     | 93.85         |               |                   |
| Votos inválidos/em branco                                                    | 113,391   | 6.19     |          | 113,169       | 6.15          |               |                   |
| Total de votos                                                               | 1,830,807 | 100.00   |          | 1,839,312     | 100.00        |               |                   |
| Eleitores registrados/comparecimento                                         | 2,421,067 | 75.62    |          | 2,421,067     | 75.97         |               |                   |
| Fonte: Nohlen, Passaporte Eleitoral                                          |           |          |          |               |               |               |                   |